# Dérivée de Pansu
En mathématiques, la dérivée de Pansu est une dérivée sur un groupe de Carnot, introduite par Pierre Pansu. Un groupe de Carnot {\displaystyle G} admet une famille de dilatations à un paramètre, {\displaystyle \delta _{s}\colon G\to G}. Si {\displaystyle G_{1}} et {\displaystyle G_{2}} sont deux groupes de Carnot, la dérivée de Pansu d'une fonction {\displaystyle f\colon G_{1}\to G_{2}} en un point donné {\displaystyle x\in G_{1}} est la fonction {\displaystyle Df(x)\colon G_{1}\to G_{2}} définie par
{\displaystyle Df(x)(y)=\lim _{s\to 0}\delta _{1/s}(f(x)^{-1}f(x\delta _{s}y))\,,}
pourvu que cette limite existe.
Un théorème clé pour cette notion est le théorème de Pansu-Rademacher, qui généralise le théorème de Rademacher et peut s'énoncer comme suit : les fonctions continues et lipschitziennes entre (sous-ensembles mesurables de) groupes de Carnot admettent une dérivée de Pansu presque partout.